# رمپی اوچیدا
رمپی اوچیدا (انگلیسی: Rempei Uchida؛ زادهٔ ۲۶ آوریل ۱۹۹۱) بازیکن فوتبال اهل ژاپن است.